# Geschlechtsunterschiede im gesprochenen Japanisch
Geschlechtsspezifische Formen sind ein wichtiger, wohlbekannter und gut untersuchter Teil der japanischen Sprache. Die Soziolinguistik begann sich in den 1970ern mit der in der Praxis bereits länger bekannten Tatsache zu beschäftigen, dass Frauen und Männer in Japan die Sprache unterschiedlich verwenden, und dass die von Frauen eingenommenen sozialen Rollen und die in Bezug auf diese Rollen vorherrschenden Einstellungen sich in der Sprache niederschlagen. Tatsächlich wurden Unterschiede im Sprachgebrauch durch Mädchen und Jungen bereits im Alter von drei Jahren festgestellt. Geschlechtsbasierte Vorannahmen sind in die japanische Sprache „eingebaut“. Sie sind tatsächlich so wichtig, dass diese Formen ausländischen Studenten eigens beigebracht werden, da die Unfähigkeit, sie zu gebrauchen, die Flüssigkeit oder Natürlichkeit der Sprache beeinträchtigen kann.
Solche Differenzen werden manchmal als „geschlechtsspezifische Sprache“ bezeichnet. Im Japanischen wird die spezifische Art des Sprachgebrauches weiblicher Sprecher auch als onna kotoba (女言葉, ‚Frauenworte‘) oder joseigo (女性語, ‚Frauensprache‘) bezeichnet. Differenzen im Gebrauch der Sprache reflektieren soziale Normen und Erwartungen an Frauen und Männer. Nach Edward Sapir ist es eine der wichtigsten Funktionen der Sprache, jedem Mitglied der Gesellschaft den Platz zu zeigen, der durch ihre Mitglieder eingenommen wird.
Frauen nutzen beispielsweise Bestätigungsfragen wie  „…, nicht wahr?“  oder engl. “…, isn’t it?” öfter als Männer. Bestimmte Sprachformen wie Schimpfwörter werden auch für Frauen als weniger passend angesehen als für Männer. Andere Wörter werden für Frauen als eher passend angesehen als für Männer.
Im Japanischen spielt das Geschlecht des Sprechers eine wichtige Rolle in der Wortwahl und sogar der Satzstruktur. Frauen und Männer verwenden auch verschiedene Wörter je nach sozialem Status, Alter und anderen Faktoren. Es gibt für alle Sprecher ein komplexes System der Höflichkeit und Formalität. Frauen tendieren dazu, höflichere Formen als Männer zu benutzen. Beispielsweise nutzen manche Frauen die „Ehrenform“ von Substantiven („O-…“), um ihre Kultiviertheit oder Weiblichkeit hervorzuheben.

## Probleme für Japanischlernende
Es klingt sehr unnatürlich, sogar lächerlich, wenn ein Mann weibliche Sprache verwendet. Männliche Schauspieler in Frauenrollen und Transvestiten setzen die Frauensprache dagegen bewusst ein, um weiblich zu erscheinen. Ein Nicht-Muttersprachler, der unreflektiert oder unbewusst die Sprechweise einer Lehrerin imitiert, kann einen falschen Eindruck erwecken. Vielleicht weil die große Mehrheit der Japanischlehrer Frauen sind oder wegen persönlicher Beziehungen zu japanischen Frauen, können männliche ausländische Sprachschüler unbeabsichtigt Elemente der „Frauensprache“ übernehmen, die seltsam klingen oder Grund zu Verlegenheit geben. Für Frauen gilt dies natürlich auch, denn genauso kann keine Frau „völlig natürlich“ Japanisch sprechen, wenn sie weibliche Sprache völlig vermeidet.
Zusätzlich zu dem unten dargestellten Gebrauch japanischer Personalpronomina in Bezug auf sich selbst und andere, ist der Gebrauch japanischer Titel wie -san, -chan und -kun ebenfalls stark durch geschlechtsspezifische Obertöne geprägt. Dies ist eine weitere Quelle möglicher Probleme für Nicht-Muttersprachler.
Die Situation wird durch den Umstand weiter kompliziert, dass die praktische Verwendung der in der Tabelle angegebenen Geschlechtsunterschiede nicht so eindeutig ist. Die Geschlechtsunterschiede überlagern sich mit anderen Faktoren, die eine hierarchische Beziehung zwischen zwei Gesprächspartnern herstellen. Dazu gehören die Stellung innerhalb einer Firma oder Familie, eine Verkäufer-Kunde-Beziehung und das Alter.
So ist es in vielen Regionen für ältere Männer üblich, für sich das Personalpronomen boku zu verwenden; ältere Frauen verwenden in Bezug auf sich selbst ore. Sowohl Männer als auch Frauen nutzen wa, jedoch in unterschiedlicher Bedeutung und Aussprache.
Die Beherrschung der im Japanischen versteckten Geschlechtsunterschiede ist daher keine leichte Aufgabe. Sie ist dennoch wichtig, um vollständige Flüssigkeit und Natürlichkeit der Sprache zu erreichen.

## Wichtige Unterschiede im Gebrauch des Japanischen
| weibliche Sprecher                                         | männliche Sprecher                            |
| ---------------------------------------------------------- | --------------------------------------------- |
| benutzen höfliche Sprachformen öfter                       | benutzen höfliche Sprachformen seltener       |
| benutzen mehr Bestätigungsfragen                           | benutzen weniger Bestätigungsfragen           |
| vermeiden es, respektvolle Anreden auszulassen             | lassen respektvolle Anreden schneller aus     |
| benutzen „weibliche“ Wörter                                | benutzen „männliche“ Wörter                   |
| benutzen Formen, die die Sprache weicher erscheinen lassen | benutzen abrupte, grob klingende Formen öfter |
| sprechen in künstlich hoher Stimmlage                      | sprechen in künstlich tiefer Stimmlage        |

### Personalpronomen in der ersten Person
| männlich oder weiblich | männlich oder weiblich | männlich oder weiblich |
| ---------------------- | ---------------------- | --- |
| 私                     | watashi                | höflich neutral (Mann und Frau)                                                                                                  |
| 私、わたくし           | watakushi              | sehr formell und höflich, Mann und Frau                                                                                          |
| 自分                   | jibun                  | Mann und Frau, in der Praxis aber öfter von Männern genutzt                                                                      |
| うち                   | uchi                   | Mann und Frau, besonders wenn von Heim und Familie gesprochen wird.                                                              |
| weiblich               |                        | |
| あたし                 | atashi                 | junge Mädchen, weich, feminin |
| あたくし               | atakushi               | formelle Form von atashi; Frauen, meistens in formellen Situationen                                                              |
| あたい                 | atai                   | charakteristisch für den Dialekt der Tokioter Unterstadt (shitamachi); eindeutig grob                                            |
| männlich               |                        | |
| 僕                     | boku                   | Jungen, Männer (wirkt eher bescheiden)                                                                                           |
| 俺                     | ore                    | eigentlich sehr informelle Form für Männer, männliche Jugendliche; eindeutig männlich, manchmal vulgär                           |
| 乃公                   | daikō, naikō           | prahlerisch, grob, manchmal vulgär; Männer (veraltet).                                                                           |
| 儂、わし               | washi                  | alte Männer |
| 我輩、吾輩             | wagahai                | ältere Männer |
| 俺様                   | oresama                | pompös, selbstverherrlichend, Jungen, Männer                                                                                     |
| 我、吾                 | ware                   | Die „singulare“ Form ist eher ungebräuchlich, die Pluralform 我々 (wareware, ‚wir‘) wird häufig von älteren Semestern gebraucht. |

### Personalpronomen in der zweiten Person
| männlich und weiblich | männlich und weiblich | männlich und weiblich |
| --------------------- | --------------------- | --- |
| 君                    | kimi                  | Männer zu engen Freunden, Geliebten, Kindern; Vorgesetzte (inkl. Frauen) zu Unterstellten. |
| あなた                | anata                 | höfliche Standardform (Mann), Standardform (Frau); wird jedoch zugunsten der Ansprache mit Namen vermieden, da es häufig für niedriger Gestellte verwendet wurde                                          |
| あんた                | anta                  | informelle Kontraktion von anata; ggf. beleidigend |
| männlich              |                       | |
| 手前                  | temae                 | wörtlich: „vor [meiner] Hand“; beleidigend, rüde, direkt, junge Männer, Männer. Wer andere Leute mit temae (oder schlimmer noch temee) anspricht, ist meist darauf aus, einen Streit vom Zaun zu brechen. |
| コイツ／アイツ        | koitsu/aitsu          | wörtlich: „diese/jene Person“, stark befremdlich (entspricht im Deutschen der Anrede in der 3. Person Singular „Er …“). Plural コイツラ、アイツラ (koitsura, aitsura)                                     |
| お前                  | omae                  | wörtlich: „vor [mir]“; direkt, abrupt, herablassend, kann als unhöflich aufgefasst werden |
| weiblich              |                       | |
| あなた                | anata                 | wenn gegenüber dem Ehemann oder einem männlichen Partner verwendet: äquivalent zu „Schatz“ |

### Satzenden
| weiblich | weiblich | weiblich |
| -------- | -------- | --- |
| わ       | wa       | gibt einen deutlich „weichen“ Effekt, bei Männern als Ausdruck der Überraschung oder Bewunderung                                         |
| わよ     | wa yo    | informativ |
| わね     | wa ne    | ne ist eine Bestätigungsfrage, etwa in der Bedeutung „nicht wahr?“ Sie steht manchmal auch am Satzanfang und macht die Sprache „weicher“ |
| のよ     | no yo    | informativ/bestimmt |
| のね     | no ne    | erläuternd/Bestätigungsfrage |
| männlich |          | |
| かい     | kai      | männliche Form der Fragepartikel ka |
| ゾ       | zo       | emphatisch/informativ |
| ゼ       | ze       | emphatisch/informativ |
| よ       | yo       | emphatisch/informativ; auch durch Frauen benutzt, aber Frauen mildern es oft durch den Zusatz wa ab.                                     |

## Weitere Beispiele
| Weibliche Sprecher | Weibliche Sprecher | Männliche Sprecher | Männliche Sprecher | Deutsch         |
| ------------------ | ------------------ | ------------------ | ------------------ | --------------- |
| お腹がすいた       | o-naka ga suita    | 腹へった           | hara hetta         | Ich habe Hunger |

## Traditionelle Merkmale der Frauensprache
Das Wort onnarashii (女らしい), das gewöhnlich mit „fraulich“ oder „feminin“ übersetzt wird, bezieht sich auf das typischerweise von einer japanischen Frau erwartete Verhalten. Genauso wie ein bestimmtes Verhalten erwartet wird, heißt onnarashii zu sein, mit einem bestimmten Sprachstil konform zu sein, dessen Merkmale nach Eleanor Jorden „wie eine Liturgie überall wiederholt wird“. Einige Merkmale der Frauensprache sind eine hohe Stimmlage, häufigerer Gebrauch von Höflichkeitsformen und der Gebrauch „typisch weiblicher“ Wörter.
„Damenhafte“ Sprache beinhaltet den Gebrauch spezifischer Pronomen (siehe Tabelle), Vermeidung des Bindewortes da, Gebrauch weiblicher Satzenden wie wa, und häufigerer Gebrauch von Ehrenvorsilben wie o- und go-.
Laut Katsue Akiba Reynolds trägt damenhafte Sprache entscheidend dazu bei, dass japanische Frauen in traditionellen Rollen gehalten werden, und reflektiert Japans Konzept der Geschlechterdifferenzen. Beispielsweise gibt es eine mögliche Widersprüchlichkeit für Frauen am Arbeitsplatz: Um onnarashii zu sein, muss eine Frau höflich, bescheiden und untergeordnet sprechen; aber um Respekt als Vorgesetzte zu bekommen, muss sie im Umgang mit männlichen Unterstellten selbstsicher, bestimmt und direkt auftreten.

## Traditionelle Merkmale der Männersprache
Wie es Sprachmodi und Verhalten gibt, die als „typisch weiblich“ angesehen werden, gibt es solche, die man als „typisch männlich“ ansieht.
Auf die Sprache bezogen bedeutet otokorashii (男らしい, „männlich“ oder „maskulin“) zu sein, mit einer tieferen Stimme zu sprechen, weniger Höflichkeitsformen in weniger Situationen zu verwenden und typisch männliche Worte zu verwenden.
Insbesondere verwenden Männer besondere männliche Pronomina, nutzen die informelle Form (da) des Bindewortes desu, nutzen männliche Satzenden wie zo und nutzen Ehrenvorsilben weniger oft als Frauen.

## Geschlechtsdifferenzen in der modernen Gesellschaft
Da Frauen zunehmend auch führende Rollen in der japanischen Gesellschaft übernehmen, haben sich die Bedeutungen von onnarashisa (‚Weiblichkeit‘) und otokorashisa (‚Männlichkeit‘), das heißt dem, was als angemessenes Verhalten für Männer und Frauen angesehen wird, über die Zeit gewandelt.
Obwohl einige extremere Bewegungen sogar für die Abschaffung der Geschlechtsunterschiede in der japanischen Sprache plädieren, ist eine Konvergenz des Sprachgebrauches wenig wahrscheinlich. Anstelle dessen zeigt der tatsächliche Sprachgebrauch, dass Frauen sich wohler fühlen, wenn sie traditionelle Formen der Frauensprache (wie wa) verwenden, aber trotzdem eine selbstbewusste Einstellung gegenüber den Männern zeigen. Mit anderen Worten gibt es eine langsame Entkoppelung der Sprachformen von kulturellen Erwartungen.
Obwohl die Charakteristika japanischer Männersprache nur wenig beeinflusst wurden, gibt es eine zunehmende Sensibilität in Bezug auf verschiedene Sprachverwendungen. So kann es als beleidigend angesehen werden, reife Frauen als -chan zu bezeichnen (siehe Japanische Anrede).